# Liburnascincus
Liburnascincus es un género de lagartos perteneciente a la familia Scincidae. Son endémicos de Australia.

## Especies
Según The Reptile Database:
- Liburnascincus coensis (Mitchell, 1953)
- Liburnascincus mundivensis (Broom, 1898)
- Liburnascincus scirtetis (Ingram & Covacevich, 1980)